# Ametrodiplosis campanulae
Ametrodiplosis campanulae är en tvåvingeart som beskrevs av Fedotova 2003. Ametrodiplosis campanulae ingår i släktet Ametrodiplosis och familjen gallmyggor. Inga underarter finns listade i Catalogue of Life.